# Bosspitsmuis
De bosspitsmuis (Sorex araneus) of gewone bosspitsmuis is een zoogdier in de familie van de spitsmuizen. De wetenschappelijke naam van de soort werd in 1758 gepubliceerd door Carl Linnaeus.

## Kenmerken
Het dier is tussen de 5,5 en 9 centimeter lang en 5 tot 15 gram zwaar. De staart is 3,2 tot 5,6 centimeter lang. De tanden en kiezen hebben roodbruine tot oranje punten. De vacht is op de rug donkerbruin tot zwart, en op de buik bleek, grijzig wit. Op de zijkant van het lijf is duidelijk een overgang van de twee kleuren te zien, net als bij de veldspitsmuis. De overgang is minder duidelijk bij jonge dieren. De staart van jonge bosspitsmuizen is bedekt met korte bostelhaartjes. Bosspitsmuizen die ouder zijn dan acht maanden verliezen deze haren.
Tijdens de winter kan de bosspitsmuis zijn energieverbruik verminderen door kleiner te worden. De kop kan daarbij tot twintig procent krimpen. De hersenmassa neemt twintig tot dertig procent af, de ruggengraat wordt korter en ook verscheidene organen worden kleiner.

## Voedsel
Het voedsel van de bosspitsmuis bestaat vooral uit insecten, spinnen en wormen. Ze zijn zeer vraatzuchtig. Ook eten ze graag slakken, larven en pissebedden, en af en toe een gewerveld dier. Tevens zijn ze aaseters, en ze eten zo nu en dan iets plantaardigs. Bosspitsmuizen eten gemiddeld 80 tot 90% van hun lichaamsgewicht aan voedsel per dag, maar dat is afhankelijk van de temperatuur. Met zijn snuit kan hij prooien vinden die zich een centimeter of twaalf onder de grond bevinden.

## Verspreiding
Bosspitsmuizen zijn algemeen in het grootste deel van Europa. De soort ontbreekt op het Iberisch Schiereiland, het grootste gedeelte van Frankrijk en in Ierland. In het oosten komt de soort voor tot aan het Baikalmeer. In Nederland zijn de dieren zeer veelvoorkomend, vooral in grasland en bos. Met name als het vochtig is, zijn de dieren talrijk. In de rest van Europa komt de soort wijdverbreid voor, voornamelijk in loofwoud en drasland. Vooral in hoog grasland, varenbossen, heggen en struwelen komt hij voor. In de Alpen komt de soort voor tot op 2480 m hoogte.

## Gedrag
Bosspitsmuizen leven een groot gedeelte van hun leven onder het bladafval en onder de grond. 's Winters blijven ze 80% van de tijd in hun ondergrondse holen. Vaak graven ze zelf deze holen, maar ook de holen van muizen, woelmuizen en mollen worden gebruikt. De belangrijkste natuurlijke vijanden zijn uilen.
Spitsmuizen zijn solitaire dieren, die zeer agressief tegenover soortgenoten kunnen zijn. Ze zijn zeer territoriaal, behalve in de paartijd, waarin de dieren nomadisch kunnen worden en gaan zwerven. De paartijd is vanaf maart, en er kunnen jongen tot in de herfst geboren worden. Bij de paring bijt het mannetje in de nek van het vrouwtje, wat regelmatig littekens veroorzaakt.
Na een draagtijd van 20 tot 25 dagen worden er 1 tot 10 (gemiddeld 6 à 7) blinde, naakte jongen geboren. Meestal heeft een vrouwtje één à twee worpen per jaar. Na 9 dagen krijgen de jongen een vacht en na 16 dagen gaan de ogen open. Hun eerste vaste voedsel krijgen de jongen na 21 dagen, en na 22 tot 25 dagen worden de jongen gespeend. Alleen het vrouwtje zorgt voor de jongen.
Jongen worden in de eerste lente na hun geboorte seksueel volwassen. Soms komt het voor dat jongen die vroeg in het jaar geboren worden zich al voortplanten in juli tot september. Als het mannetje seksueel volwassen wordt, verliest hij het haar rond zijn testikels. De testikels kunnen tot wel 10% van het lichaamsgewicht beslaan. Spitsmuizen worden tot 23 maanden oud in het wild. Vijftig procent van alle spitsmuizen overleeft de eerste twee maanden niet.

## Verwante soorten
De verwante tweekleurige bosspitsmuis (Sorex coronatus) is uiterlijk moeilijk te onderscheiden van de "echte" bosspitsmuis (Sorex araneus). Op basis van schedels zijn ze echter wél te onderscheiden. Het leefgebied van beide soorten overlapt in een zone van Nederland tot Zwitserland.